# Cratere Bumba
Bumba è un cratere sulla superficie di Rea.